# السحب (السياني)

تعديل مصدري - تعديل

السحب هي إحدى قرى عزلة النقيلين بمديرية السياني التابعة لمحافظة إب، بلغ تعداد سكانها 1379 نسمة حسب تعداد اليمن لعام 2004.